# Les Persiennes
Pistes de 666.667 Club
Prayer for a Wanker L'Homme pressé
Les Persiennes est une chanson du groupe de rock Noir Désir parue sur l'album 666.667 Club.
Les premiers vers, « Où vont les persanes / Où vont ces paires d'yeux / Ouvrez les persiennes / La jalousie des dieux », peuvent laisser croire que la chanson aborde le sujet des femmes voilées, (comme le révélera Bertrand Cantat lors d'une interview[réf. nécessaire]). Cependant, rien d'autre dans le reste du texte n'évoque ce sujet.
Les Persiennes est un des titres de 666.667 Club auxquels a participé le saxophoniste/multi-instrumentiste Akosh Szelevényi. 